# Krechów (gmina)
Krechów – dawna gmina wiejska w powiecie żółkiewskim województwa lwowskiego II Rzeczypospolitej. Siedzibą gminy był Krechów.
Gminę utworzono 1 sierpnia 1934 r. w ramach reformy na podstawie ustawy scaleniowej z dotychczasowych gmin wiejskich: Brzyszcze, Fujna, Hucisko, Krechów, Kunin, Majdan, Prowała, Ruda Krechowska i Wólka Kunińska.
Po II wojnie światowej obszar gminy znalazł się w ZSRR.